# Датун-Хуэй-Туский автономный уезд
Дату́н-Хуэ́й-Ту́ский автоно́мный уе́зд (кит. упр. 大通回族土族自治县, пиньинь Dàtōng Huízú Tǔzú zìzhìxiàn) — автономный уезд городского округа Синин провинции Цинхай (КНР).

## География
В районе истока реки Бэйчуань водятся снежные барсы. 

## История
Во времена империи Западная Хань в 121 году до н. э. после того, как генерал Хо Цюйбин разгромил западных кочевников и присоединил их земли к империи Хань, в этих местах был основан военный пост. Во времена империи Восточная Хань был учреждён округ Сипин (西平郡). После распада империи Хань на три государства эти земли оказались в составе царства Вэй. В эпоху империи Западная Цзинь в 280 году в этих местах был создан уезд Чаннин (长宁县),
После падения в 317 году империи Цзинь эти места сначала попали в состав государства Ранняя Лян, затем — Поздняя Лян. В 397 году образовалось государство Южная Лян, столица которого изначально находилась в этих местах; в 414 году его аннексировала Западная Цинь. При государстве Северная Вэй в 526 году была создана область Шаньчжоу (鄯州), и эти места вошли в её состав.
В 663 году эти места были захвачены тибетцами. После образования тангутского государства Западное Ся эти земли вошли в его состав, и здесь был построен город Цинтан (青唐城). В 1099 году он был взят китайскими войсками, и эти земли вошли в состав империи Сун. В 1103 году был основан город Данань (达南城), затем переименованный в Датун.
После разгрома империи Сун чжурчжэнями эти земли стали объектом борьбы между тангутским государством Западное Ся и чжурчжэньской империей Цзинь. В XIII веке оба этих государства были уничтожены монголами.
После падения монгольской империи Юань эти места перешли под контроль китайской империи Мин. В 1536 году сюда вторглись монголы, впоследствии принявшие сторону империи Цин.
В 1723 году хошуты подняли мятеж. В 1724 году он был подавлен, и в 1725 году был создан Датунский караул (大通卫), в составе которого было три крепости: Датун, Юнъань и Байта. В 1761 году территория, подотчётная Датунскому караулу, была реорганизована в уезд Датун (大通县).
После образования КНР уезд Датун был напрямую подчинён властям провинции Цинхай. В 1960 году он был передан под юрисдикцию Синина.
Постановлением Госсовета КНР от 6 ноября 1985 года уезд Датун был преобразован в Датун-Хуэй-Туский автономный уезд.

## Население (2000)
Согласно переписи 2000 года население 416 968 человек.
| Народ     | Численность | Доля    |
| --------- | ----------- | ------- |
| Ханьцы    | 221.131     | 53,03 % |
| Хуэйцы    | 119.864     | 28,75 % |
| Ту        | 42.347      | 10,16 % |
| Тибетцы   | 27.692      | 6,64 %  |
| Монголы   | 4.613       | 1,11 %  |
| Маньчжуры | 650         | 0,16 %  |
| Салары    | 130         | 0,03 %  |
| Дунсян    | 109         | 0,03 %  |
| Корейцы   | 43          | 0,01 %  |
| Мяо       | 40          | 0,01 %  |
| Остальные | 349         | 0,08 %  |

## Административное деление
Автономный уезд делится на 9 посёлков, 9 волостей и 2 национальные волости.